# Delitto in cattedra
Delitto in cattedra (Death is academic) è un romanzo giallo del 1976 scritto da Amanda MacKay. È il numero 1591 della collana Il Giallo Mondadori.

## Trama
Hannah Land dopo essersi trasferita all'università di Duke, viene invitata a una cena di gala per il corpo docente, in modo da darle la possibilità di far conoscenza coi nuovi colleghi. Durante il ricevimento accademico, il professor Bradley Brown, docente di scienze politiche, viene assassinato con una dose di cianuro versatagli nel cocktail di scampi. La polizia locale, affiancata da quella universitaria, finite le indagini, con l'aiuto della professoressa Land, scopre che Bradley Brown è rimasto vittima di uno scambio di posti a tavola.

## Edizioni
- (EN) Amanda MacKay, Delitto in cattedra, Milano, Mondadori, 1979  1976,  p. 176.